# Stazione di Carnia
La stazione di Carnia è la stazione ferroviaria di superficie di tipo passante della linea Pontebbana che si trova nei pressi di Carnia, frazione del comune di Venzone.

## Storia
La stazione venne inaugurata il 18 dicembre 1876, quando venne aperto il tratto ferroviario che la collegava con la stazione di Gemona provenendo da Udine.
Fino al 1931 era denominata «Planis»; in tale anno assunse la nuova denominazione di «Carnia».

## Strutture e impianti
La stazione è dotata, al suo interno, del servizio di biglietteria automatica, sala d'aspetto e servizi igienici.
A poche decine di metri dalla stazione, procedendo in direzione Tarvisio, si dirama un raccordo ferroviario per Tolmezzo, parte dell'antica linea per Villa Santina, il quale è attualmente inutilizzato ed in parte comunque inagibile a causa della vegetazione spontanea che ha in più punti coperto le rotaie. Nei primi anni del 2000 sono stati fatti dei lavori di restauro su alcuni tratti, dopodiché sono stati abbandonati nuovamente a se stessi. In seguito si è parlato di trasformare questo tratto inutilizzato in pista ciclabile come già fatto su un tratto della Udine – Tarvisio, progetto che ha trovato la sua realizzazione a partire dalla fine del 2011, con la pavimentazione del tratto interessante la zona industriale di Tolmezzo, proseguendo per Amaro nel marzo del 2012.

## Movimento
La stazione è servita da treni regionali svolti da Trenitalia nell'ambito del contratto di servizio stipulato con le Regioni interessate, nonché dagli autobus del servizio integrato Udine-Tarvisio e da servizi della Società Ferrovie Udine-Cividale (FUC).

## Servizi
La stazione dispone dei seguenti servizi:
- Biglietteria automatica
- Sala d'attesa
- Servizi igienici

## Interscambi
L'impianto costituisce un punto di interscambio tra treno e autobus, in quanto mette in collegamento la ferrovia con i principali centri della Carnia nonché con quei paesi del Canal del Ferro che, in seguito all'apertura del nuovo tracciato della Ferrovia Pontebbana, non sono più serviti dalla ferrovia.
- Fermata autobus